# Onewe
Gli Onewe ( 원위?, stilizzato tutto maiuscolo) sono un gruppo rock alternativo sudcoreano composto da cinque membri: Yonghoon, Harin, Kanghyun, Dongmyeong e Giuk.
Gli Onewe si chiamavano originariamente MAS 0094 (Make a Sound 0094). Hanno pubblicato il singolo digitale "Butterfly, Find a Flower" il 13 agosto 2015 sotto l'agenzia Modern Music. Successivamente, hanno pubblicato due EP: Feeling Good Day (2016) e Make Some Noise (2017), che è stata la loro ultima uscita come MAS 0094.
Nel giugno 2017, si sono trasferiti in RBW e hanno cambiato il loro nome in MAS. Nel giugno 2018, è stato annunciato che la band avrebbe debuttato con il nuovo nome della band, ONEWE. La band ha fatto ufficialmente il suo debutto il 13 maggio 2019 con il loro primo album singolo 1/4.

## Formazione
- Yonghoon (용훈) – leader, voce principale
- Kanghyun (강현) – chitarra
- Harin (하린) – batteria
- Dongmyeong (동명) – tastiera, voce
- Giuk (기욱) – basso, rap

## Discografia

### Album in studio
- 2020 – One
- 2023 – Gravity (album in inglese)

### EP
- 2016 – Feeling Good Day
- 2017 – Make Some Noise
- 2019 – 2/4
- 2020 – Memory: Illusion
- 2021 – Planet Nine: Alter Ego
- 2022 – Planet Nine: Voyager
- 2024 – Planet Nine: Isotropy

### Singoli
- 2019 – 1/4
- 2020 – 3/4
- 2020 – Parting
- 2021 – STAR
- 2022 – TIMELESS
- 2023 - Still Here
- 2023 – XOXO  (sub-unit: Harin, Dongmyeong, Giuk)

### Featuring
- 2024 – Memories (Moonbyul feat. Onewe)